# Vuelta al Algarve 2018
La 44.ª edición de la Vuelta al Algarve fue una carrera de ciclismo en ruta por etapas que se celebró en Portugal entre el 14 y el 18 de febrero de 2018 sobre un recorrido de 773,4 kilómetros dividido en 5 etapas, con inicio en la ciudad de Albufeira y final en el Alto do Malhão.
La prueba pertenece al UCI Europe Tour 2018 dentro de la categoría 2.HC (máxima categoría de estos circuitos).
La carrera fue ganada por el corredor polaco Michał Kwiatkowski del equipo Team Sky, en segundo lugar Geraint Thomas (Sky) y en tercer lugar Tejay van Garderen (BMC).

## Equipos participantes
Tomaron parte en la carrera 25 equipos: 13 de categoría UCI WorldTeam invitados por la organización; 3 de categoría Profesional Continental; y 9 de categoría Continental, formando así un pelotón de 200 ciclistas de los que acabaron 146. Los equipos participantes fueron:
| WorldTeams (13)- BMC Racing Team - Bora-Hansgrohe - Lotto Soudal - Lotto NL-Jumbo - Quick-Step Floors - Dimension Data - Katusha-Alpecin - Team Sunweb - UAE Team Emirates - FDJ - Trek-Segafredo - Sky - Movistar Team Equipos continentales profesionales (3)- Cofidis, Solutions Crédits - Wanty-Groupe Gobert - Caja Rural-Seguros RGA Equipos continentales (9)- Efapel - LA Alumínios-Metalusa - Liberty Seguros-Carglass - Miranda-Mortágua - Aviludo-Louletano - RP-Boavista - Vito-Feirense-BlackJack - Sporting-Tavira - W52-FC Porto |
| |

## Recorrido
La Vuelta al Algarve dispuso de cinco etapas para un recorrido total de 773,4 kilómetros, dividido en dos etapas de montaña, dos etapas llanas y una contrarreloj individual.
| Etapa     | Fecha     | Recorrido             | type                    | Distancia (km) | Ganador            | Líder              |
| --------- | --------- | --------------------- | ----------------------- | -------------- | ------------------ | ------------------ |
| 1.ª etapa | 14 de feb | Albufeira – Lagos     | etapa llana             | 192,6          | Dylan Groenewegen  | Dylan Groenewegen  |
| 2.ª etapa | 15 de feb | Sagres – Foia         | etapa de montaña        | 187,9          | Michał Kwiatkowski | Geraint Thomas     |
| 3.ª etapa | 16 de feb | Lagoa – Lagoa         | contrarreloj individual | 20,3           | Geraint Thomas     | Geraint Thomas     |
| 4.ª etapa | 17 de feb | Almodôvar – Tavira    | etapa llana             | 199,2          | Dylan Groenewegen  | Geraint Thomas     |
| 5.ª etapa | 18 de feb | Faro – Alto do Malhão | etapa de media montaña  | 173,5          | Michał Kwiatkowski | Michał Kwiatkowski |

## Desarrollo de la carrera

### 1.ª etapa
| Albufeira - Lagos | etapa llana | (192,6 km) |

| \| Clasificación de la etapa \| Clasificación de la etapa \| Clasificación de la etapa \| Clasificación de la etapa \| Clasificación de la etapa \| \| Ciclista \| Ciclista \| Equipo \| Tiempo \| \| \| ------------------------- \| ------------------------- \| -------------------------- \| ------------------------- \| ------------------------- \| \| 1.º \| Dylan Groenewegen \| LottoNL-Jumbo \| 4 h 47 min 58 s \| \| \| 2.º \| Arnaud Démare \| FDJ \| + 0 s \| \| \| 3.º \| Hugo Hofstetter \| Cofidis, Solutions Crédits \| + 0 s \| \| \| 4.º \| Timothy Dupont \| Wanty-Groupe Gobert \| + 0 s \| \| \| 5.º \| Jürgen Roelandts \| BMC Racing Team \| + 0 s \| \| \| 6.º \| John Degenkolb \| Trek-Segafredo \| + 0 s \| \| \| 7.º \| Jens Keukeleire \| Lotto-Soudal \| + 0 s \| \| \| 8.º \| Matteo Pelucchi \| Bora-Hansgrohe \| + 0 s \| \| \| 9.º \| Yves Lampaert \| Quick-Step Floors \| + 0 s \| \| \| 10.º \| Luís Mendonça \| Aviludo-Louletano-Uli \| + 0 s \| \| |                   |                            |                 |
| |                   |                            |                 |
| |                   |                            |                 |
| Clasificación de la etapa |                   |                            |                 |
| Ciclista | Ciclista          | Equipo                     | Tiempo          |
| 1.º | Dylan Groenewegen | LottoNL-Jumbo              | 4 h 47 min 58 s |
| 2.º | Arnaud Démare     | FDJ                        | + 0 s           |
| 3.º | Hugo Hofstetter   | Cofidis, Solutions Crédits | + 0 s           |
| 4.º | Timothy Dupont    | Wanty-Groupe Gobert        | + 0 s           |
| 5.º | Jürgen Roelandts  | BMC Racing Team            | + 0 s           |
| 6.º | John Degenkolb    | Trek-Segafredo             | + 0 s           |
| 7.º | Jens Keukeleire   | Lotto-Soudal               | + 0 s           |
| 8.º | Matteo Pelucchi   | Bora-Hansgrohe             | + 0 s           |
| 9.º | Yves Lampaert     | Quick-Step Floors          | + 0 s           |
| 10.º | Luís Mendonça     | Aviludo-Louletano-Uli      | + 0 s           |

| \| Clasificación general \| Clasificación general \| Clasificación general \| Clasificación general \| Clasificación general \| \| Ciclista \| Ciclista \| Equipo \| Tiempo \| \| \| --------------------- \| --------------------- \| -------------------------- \| --------------------- \| --------------------- \| \| 1.º \| Dylan Groenewegen \| LottoNL-Jumbo \| 4 h 47 min 58 s \| \| \| 2.º \| Arnaud Démare \| FDJ \| + 0 s \| \| \| 3.º \| Hugo Hofstetter \| Cofidis, Solutions Crédits \| + 0 s \| \| \| 4.º \| Timothy Dupont \| Wanty-Groupe Gobert \| + 0 s \| \| \| 5.º \| Jürgen Roelandts \| BMC Racing Team \| + 0 s \| \| \| 6.º \| John Degenkolb \| Trek-Segafredo \| + 0 s \| \| \| 7.º \| Jens Keukeleire \| Lotto-Soudal \| + 0 s \| \| \| 8.º \| Matteo Pelucchi \| Bora-Hansgrohe \| + 0 s \| \| \| 9.º \| Yves Lampaert \| Quick-Step Floors \| + 0 s \| \| \| 10.º \| Luís Mendonça \| Aviludo-Louletano-Uli \| + 0 s \| \| |                   |                            |                 |
| |                   |                            |                 |
| |                   |                            |                 |
| Clasificación general |                   |                            |                 |
| Ciclista | Ciclista          | Equipo                     | Tiempo          |
| 1.º | Dylan Groenewegen | LottoNL-Jumbo              | 4 h 47 min 58 s |
| 2.º | Arnaud Démare     | FDJ                        | + 0 s           |
| 3.º | Hugo Hofstetter   | Cofidis, Solutions Crédits | + 0 s           |
| 4.º | Timothy Dupont    | Wanty-Groupe Gobert        | + 0 s           |
| 5.º | Jürgen Roelandts  | BMC Racing Team            | + 0 s           |
| 6.º | John Degenkolb    | Trek-Segafredo             | + 0 s           |
| 7.º | Jens Keukeleire   | Lotto-Soudal               | + 0 s           |
| 8.º | Matteo Pelucchi   | Bora-Hansgrohe             | + 0 s           |
| 9.º | Yves Lampaert     | Quick-Step Floors          | + 0 s           |
| 10.º | Luís Mendonça     | Aviludo-Louletano-Uli      | + 0 s           |

### 2.ª etapa
| Sagres - Foia | etapa de montaña | (187,9 km) |

| \| Clasificación de la etapa \| Clasificación de la etapa \| Clasificación de la etapa \| Clasificación de la etapa \| Clasificación de la etapa \| \| Ciclista \| Ciclista \| Equipo \| Tiempo \| \| \| ------------------------- \| ------------------------- \| ------------------------- \| ------------------------- \| ------------------------- \| \| 1.º \| Michał Kwiatkowski \| Team Sky \| 4 h 49 min 51 s \| \| \| 2.º \| Bauke Mollema \| Trek-Segafredo \| + 0 s \| \| \| 3.º \| Geraint Thomas \| Team Sky \| + 0 s \| \| \| 4.º \| Daniel Martin \| UAE Team Emirates \| + 0 s \| \| \| 5.º \| Jaime Rosón \| Movistar Team \| + 0 s \| \| \| 6.º \| Patrick Konrad \| Bora-Hansgrohe \| + 3 s \| \| \| 7.º \| Bob Jungels \| Quick-Step Floors \| + 3 s \| \| \| 8.º \| Pieter Serry \| Quick-Step Floors \| + 3 s \| \| \| 9.º \| Vicente García de Mateos \| Aviludo-Louletano-Uli \| + 3 s \| \| \| 10.º \| Richie Porte \| BMC Racing Team \| + 3 s \| \| |                          |                       |                 |
| |                          |                       |                 |
| |                          |                       |                 |
| Clasificación de la etapa |                          |                       |                 |
| Ciclista | Ciclista                 | Equipo                | Tiempo          |
| 1.º | Michał Kwiatkowski       | Team Sky              | 4 h 49 min 51 s |
| 2.º | Bauke Mollema            | Trek-Segafredo        | + 0 s           |
| 3.º | Geraint Thomas           | Team Sky              | + 0 s           |
| 4.º | Daniel Martin            | UAE Team Emirates     | + 0 s           |
| 5.º | Jaime Rosón              | Movistar Team         | + 0 s           |
| 6.º | Patrick Konrad           | Bora-Hansgrohe        | + 3 s           |
| 7.º | Bob Jungels              | Quick-Step Floors     | + 3 s           |
| 8.º | Pieter Serry             | Quick-Step Floors     | + 3 s           |
| 9.º | Vicente García de Mateos | Aviludo-Louletano-Uli | + 3 s           |
| 10.º | Richie Porte             | BMC Racing Team       | + 3 s           |

| \| Clasificación general \| Clasificación general \| Clasificación general \| Clasificación general \| Clasificación general \| \| Ciclista \| Ciclista \| Equipo \| Tiempo \| \| \| --------------------- \| ------------------------ \| --------------------- \| --------------------- \| --------------------- \| \| 1.º \| Geraint Thomas \| Team Sky \| 9 h 37 min 49 s \| \| \| 2.º \| Jaime Rosón \| Movistar Team \| + 0 s \| \| \| 3.º \| Michał Kwiatkowski \| Team Sky \| + 0 s \| \| \| 4.º \| Daniel Martin \| UAE Team Emirates \| + 0 s \| \| \| 5.º \| Bauke Mollema \| Trek-Segafredo \| + 0 s \| \| \| 6.º \| Patrick Konrad \| Bora-Hansgrohe \| + 3 s \| \| \| 7.º \| Bob Jungels \| Quick-Step Floors \| + 3 s \| \| \| 8.º \| Pieter Serry \| Quick-Step Floors \| + 3 s \| \| \| 9.º \| Vicente García de Mateos \| Aviludo-Louletano-Uli \| + 3 s \| \| \| 10.º \| Louis Meintjes \| Dimension Data \| + 3 s \| \| |                          |                       |                 |
| |                          |                       |                 |
| |                          |                       |                 |
| Clasificación general |                          |                       |                 |
| Ciclista | Ciclista                 | Equipo                | Tiempo          |
| 1.º | Geraint Thomas           | Team Sky              | 9 h 37 min 49 s |
| 2.º | Jaime Rosón              | Movistar Team         | + 0 s           |
| 3.º | Michał Kwiatkowski       | Team Sky              | + 0 s           |
| 4.º | Daniel Martin            | UAE Team Emirates     | + 0 s           |
| 5.º | Bauke Mollema            | Trek-Segafredo        | + 0 s           |
| 6.º | Patrick Konrad           | Bora-Hansgrohe        | + 3 s           |
| 7.º | Bob Jungels              | Quick-Step Floors     | + 3 s           |
| 8.º | Pieter Serry             | Quick-Step Floors     | + 3 s           |
| 9.º | Vicente García de Mateos | Aviludo-Louletano-Uli | + 3 s           |
| 10.º | Louis Meintjes           | Dimension Data        | + 3 s           |

### 3.ª etapa
| Lagoa - Lagoa | contrarreloj individual | (20,3 km) |

| \| Clasificación de la etapa \| Clasificación de la etapa \| Clasificación de la etapa \| Clasificación de la etapa \| Clasificación de la etapa \| \| Ciclista \| Ciclista \| Equipo \| Tiempo \| \| \| ------------------------- \| ------------------------- \| ------------------------- \| ------------------------- \| ------------------------- \| \| 1.º \| Geraint Thomas \| Team Sky \| 24 min 09 s \| \| \| 2.º \| Victor Campenaerts \| Lotto-Soudal \| + 11 s \| \| \| 3.º \| Stefan Küng \| BMC Racing Team \| + 19 s \| \| \| 4.º \| Michał Kwiatkowski \| Team Sky \| + 22 s \| \| \| 5.º \| Nélson Filippe Oliveira \| Movistar Team \| + 22 s \| \| \| 6.º \| Tony Martin \| Katusha-Alpecin \| + 27 s \| \| \| 7.º \| Tejay van Garderen \| BMC Racing Team \| + 47 s \| \| \| 8.º \| Bob Jungels \| Quick-Step Floors \| + 49 s \| \| \| 9.º \| Vasil Kiryienka \| Team Sky \| + 50 s \| \| \| 10.º \| Łukasz Wiśniowski \| Team Sky \| + 51 s \| \| |                         |                   |             |
| |                         |                   |             |
| |                         |                   |             |
| Clasificación de la etapa |                         |                   |             |
| Ciclista | Ciclista                | Equipo            | Tiempo      |
| 1.º | Geraint Thomas          | Team Sky          | 24 min 09 s |
| 2.º | Victor Campenaerts      | Lotto-Soudal      | + 11 s      |
| 3.º | Stefan Küng             | BMC Racing Team   | + 19 s      |
| 4.º | Michał Kwiatkowski      | Team Sky          | + 22 s      |
| 5.º | Nélson Filippe Oliveira | Movistar Team     | + 22 s      |
| 6.º | Tony Martin             | Katusha-Alpecin   | + 27 s      |
| 7.º | Tejay van Garderen      | BMC Racing Team   | + 47 s      |
| 8.º | Bob Jungels             | Quick-Step Floors | + 49 s      |
| 9.º | Vasil Kiryienka         | Team Sky          | + 50 s      |
| 10.º | Łukasz Wiśniowski       | Team Sky          | + 51 s      |

| \| Clasificación general \| Clasificación general \| Clasificación general \| Clasificación general \| Clasificación general \| \| Ciclista \| Ciclista \| Equipo \| Tiempo \| \| \| --------------------- \| ----------------------- \| --------------------- \| --------------------- \| --------------------- \| \| 1.º \| Geraint Thomas \| Team Sky \| 10 h 01 min 58 s \| \| \| 2.º \| Michał Kwiatkowski \| Team Sky \| + 22 s \| \| \| 3.º \| Nélson Filippe Oliveira \| Movistar Team \| + 32 s \| \| \| 4.º \| Bob Jungels \| Quick-Step Floors \| + 52 s \| \| \| 5.º \| Tejay van Garderen \| BMC Racing Team \| + 53 s \| \| \| 6.º \| Bauke Mollema \| Trek-Segafredo \| + 1 min 01 s \| \| \| 7.º \| Jaime Rosón \| Movistar Team \| + 1 min 18 s \| \| \| 8.º \| Maximilian Schachmann \| Quick-Step Floors \| + 1 min 19 s \| \| \| 9.º \| Felix Großschartner \| Bora-Hansgrohe \| + 1 min 20 s \| \| \| 10.º \| Vasil Kiryienka \| Team Sky \| + 1 min 24 s \| \| |                         |                   |                  |
| |                         |                   |                  |
| |                         |                   |                  |
| Clasificación general |                         |                   |                  |
| Ciclista | Ciclista                | Equipo            | Tiempo           |
| 1.º | Geraint Thomas          | Team Sky          | 10 h 01 min 58 s |
| 2.º | Michał Kwiatkowski      | Team Sky          | + 22 s           |
| 3.º | Nélson Filippe Oliveira | Movistar Team     | + 32 s           |
| 4.º | Bob Jungels             | Quick-Step Floors | + 52 s           |
| 5.º | Tejay van Garderen      | BMC Racing Team   | + 53 s           |
| 6.º | Bauke Mollema           | Trek-Segafredo    | + 1 min 01 s     |
| 7.º | Jaime Rosón             | Movistar Team     | + 1 min 18 s     |
| 8.º | Maximilian Schachmann   | Quick-Step Floors | + 1 min 19 s     |
| 9.º | Felix Großschartner     | Bora-Hansgrohe    | + 1 min 20 s     |
| 10.º | Vasil Kiryienka         | Team Sky          | + 1 min 24 s     |

### 4.ª etapa
| Almodôvar - Tavira | etapa llana | (199,2 km) |

| \| Clasificación de la etapa \| Clasificación de la etapa \| Clasificación de la etapa \| Clasificación de la etapa \| Clasificación de la etapa \| \| Ciclista \| Ciclista \| Equipo \| Tiempo \| \| \| ------------------------- \| ------------------------- \| -------------------------- \| ------------------------- \| ------------------------- \| \| 1.º \| Dylan Groenewegen \| LottoNL-Jumbo \| 4 h 33 min 49 s \| \| \| 2.º \| Matteo Pelucchi \| Bora-Hansgrohe \| + 0 s \| \| \| 3.º \| John Degenkolb \| Trek-Segafredo \| + 0 s \| \| \| 4.º \| Florian Sénéchal \| Quick-Step Floors \| + 0 s \| \| \| 5.º \| Jürgen Roelandts \| BMC Racing Team \| + 0 s \| \| \| 6.º \| Timothy Dupont \| Wanty-Groupe Gobert \| + 0 s \| \| \| 7.º \| Hugo Hofstetter \| Cofidis, Solutions Crédits \| + 0 s \| \| \| 8.º \| Jasper De Buyst \| Lotto-Soudal \| + 0 s \| \| \| 9.º \| Loïc Vliegen \| BMC Racing Team \| + 0 s \| \| \| 10.º \| Michał Kwiatkowski \| Team Sky \| + 0 s \| \| |                    |                            |                 |
| |                    |                            |                 |
| |                    |                            |                 |
| Clasificación de la etapa |                    |                            |                 |
| Ciclista | Ciclista           | Equipo                     | Tiempo          |
| 1.º | Dylan Groenewegen  | LottoNL-Jumbo              | 4 h 33 min 49 s |
| 2.º | Matteo Pelucchi    | Bora-Hansgrohe             | + 0 s           |
| 3.º | John Degenkolb     | Trek-Segafredo             | + 0 s           |
| 4.º | Florian Sénéchal   | Quick-Step Floors          | + 0 s           |
| 5.º | Jürgen Roelandts   | BMC Racing Team            | + 0 s           |
| 6.º | Timothy Dupont     | Wanty-Groupe Gobert        | + 0 s           |
| 7.º | Hugo Hofstetter    | Cofidis, Solutions Crédits | + 0 s           |
| 8.º | Jasper De Buyst    | Lotto-Soudal               | + 0 s           |
| 9.º | Loïc Vliegen       | BMC Racing Team            | + 0 s           |
| 10.º | Michał Kwiatkowski | Team Sky                   | + 0 s           |

| \| Clasificación general \| Clasificación general \| Clasificación general \| Clasificación general \| Clasificación general \| \| Ciclista \| Ciclista \| Equipo \| Tiempo \| \| \| --------------------- \| ----------------------- \| --------------------- \| --------------------- \| --------------------- \| \| 1.º \| Geraint Thomas \| Team Sky \| 14 h 35 min 50 s \| \| \| 2.º \| Michał Kwiatkowski \| Team Sky \| + 19 s \| \| \| 3.º \| Nélson Filippe Oliveira \| Movistar Team \| + 32 s \| \| \| 4.º \| Bob Jungels \| Quick-Step Floors \| + 52 s \| \| \| 5.º \| Tejay van Garderen \| BMC Racing Team \| + 53 s \| \| \| 6.º \| Bauke Mollema \| Trek-Segafredo \| + 1 min 01 s \| \| \| 7.º \| Jaime Rosón \| Movistar Team \| + 1 min 18 s \| \| \| 8.º \| Maximilian Schachmann \| Quick-Step Floors \| + 1 min 19 s \| \| \| 9.º \| Felix Großschartner \| Bora-Hansgrohe \| + 1 min 20 s \| \| \| 10.º \| Vasil Kiryienka \| Team Sky \| + 1 min 24 s \| \| |                         |                   |                  |
| |                         |                   |                  |
| |                         |                   |                  |
| Clasificación general |                         |                   |                  |
| Ciclista | Ciclista                | Equipo            | Tiempo           |
| 1.º | Geraint Thomas          | Team Sky          | 14 h 35 min 50 s |
| 2.º | Michał Kwiatkowski      | Team Sky          | + 19 s           |
| 3.º | Nélson Filippe Oliveira | Movistar Team     | + 32 s           |
| 4.º | Bob Jungels             | Quick-Step Floors | + 52 s           |
| 5.º | Tejay van Garderen      | BMC Racing Team   | + 53 s           |
| 6.º | Bauke Mollema           | Trek-Segafredo    | + 1 min 01 s     |
| 7.º | Jaime Rosón             | Movistar Team     | + 1 min 18 s     |
| 8.º | Maximilian Schachmann   | Quick-Step Floors | + 1 min 19 s     |
| 9.º | Felix Großschartner     | Bora-Hansgrohe    | + 1 min 20 s     |
| 10.º | Vasil Kiryienka         | Team Sky          | + 1 min 24 s     |

### 5.ª etapa
| Faro - Alto do Malhão | etapa de media montaña | (173,5 km) |

| \| Clasificación de la etapa \| Clasificación de la etapa \| Clasificación de la etapa \| Clasificación de la etapa \| Clasificación de la etapa \| \| Ciclista \| Ciclista \| Equipo \| Tiempo \| \| \| ------------------------- \| ------------------------- \| ------------------------- \| ------------------------- \| ------------------------- \| \| 1.º \| Michał Kwiatkowski \| Team Sky \| 4 h 18 min 02 s \| \| \| 2.º \| Ruben Guerreiro \| Trek-Segafredo \| + 4 s \| \| \| 3.º \| Serge Pauwels \| Dimension Data \| + 8 s \| \| \| 4.º \| Stefan Küng \| BMC Racing Team \| + 13 s \| \| \| 5.º \| Cesare Benedetti \| Bora-Hansgrohe \| + 15 s \| \| \| 6.º \| Dion Smith \| Wanty-Groupe Gobert \| + 17 s \| \| \| 7.º \| Simon Geschke \| Team Sunweb \| + 17 s \| \| \| 8.º \| Julen Amezqueta \| Caja Rural-Seguros RGA \| + 23 s \| \| \| 9.º \| Benjamin Swift \| UAE Team Emirates \| + 29 s \| \| \| 10.º \| Frederik Backaert \| Wanty-Groupe Gobert \| + 35 s \| \| |                    |                        |                 |
| |                    |                        |                 |
| |                    |                        |                 |
| Clasificación de la etapa |                    |                        |                 |
| Ciclista | Ciclista           | Equipo                 | Tiempo          |
| 1.º | Michał Kwiatkowski | Team Sky               | 4 h 18 min 02 s |
| 2.º | Ruben Guerreiro    | Trek-Segafredo         | + 4 s           |
| 3.º | Serge Pauwels      | Dimension Data         | + 8 s           |
| 4.º | Stefan Küng        | BMC Racing Team        | + 13 s          |
| 5.º | Cesare Benedetti   | Bora-Hansgrohe         | + 15 s          |
| 6.º | Dion Smith         | Wanty-Groupe Gobert    | + 17 s          |
| 7.º | Simon Geschke      | Team Sunweb            | + 17 s          |
| 8.º | Julen Amezqueta    | Caja Rural-Seguros RGA | + 23 s          |
| 9.º | Benjamin Swift     | UAE Team Emirates      | + 29 s          |
| 10.º | Frederik Backaert  | Wanty-Groupe Gobert    | + 35 s          |

## Clasificaciones finales
- Las clasificaciones finalizaron de la siguiente forma:[6]

### Clasificación general
| \| Clasificación general \| Clasificación general \| Clasificación general \| Clasificación general \| Clasificación general \| \| Ciclista \| Ciclista \| Equipo \| Tiempo \| \| \| --------------------- \| ----------------------- \| --------------------- \| --------------------- \| --------------------- \| \| 1.º \| Michał Kwiatkowski \| Team Sky \| 18 h 54 min 11 s \| \| \| 2.º \| Geraint Thomas \| Team Sky \| + 1 min 31 s \| \| \| 3.º \| Tejay van Garderen \| BMC Racing Team \| + 2 min 16 s \| \| \| 4.º \| Bauke Mollema \| Trek-Segafredo \| + 2 min 22 s \| \| \| 5.º \| Bob Jungels \| Quick-Step Floors \| + 2 min 33 s \| \| \| 6.º \| Jaime Rosón \| Movistar Team \| + 2 min 49 s \| \| \| 7.º \| Maximilian Schachmann \| Quick-Step Floors \| + 2 min 50 s \| \| \| 8.º \| Serge Pauwels \| Dimension Data \| + 2 min 50 s \| \| \| 9.º \| Felix Großschartner \| Bora-Hansgrohe \| + 2 min 51 s \| \| \| 10.º \| Nélson Filippe Oliveira \| Movistar Team \| + 2 min 54 s \| \| |                         |                   |                  |
| |                         |                   |                  |
| Fuente: ProCyclingStats |                         |                   |                  |
| Clasificación general |                         |                   |                  |
| Ciclista | Ciclista                | Equipo            | Tiempo           |
| 1.º | Michał Kwiatkowski      | Team Sky          | 18 h 54 min 11 s |
| 2.º | Geraint Thomas          | Team Sky          | + 1 min 31 s     |
| 3.º | Tejay van Garderen      | BMC Racing Team   | + 2 min 16 s     |
| 4.º | Bauke Mollema           | Trek-Segafredo    | + 2 min 22 s     |
| 5.º | Bob Jungels             | Quick-Step Floors | + 2 min 33 s     |
| 6.º | Jaime Rosón             | Movistar Team     | + 2 min 49 s     |
| 7.º | Maximilian Schachmann   | Quick-Step Floors | + 2 min 50 s     |
| 8.º | Serge Pauwels           | Dimension Data    | + 2 min 50 s     |
| 9.º | Felix Großschartner     | Bora-Hansgrohe    | + 2 min 51 s     |
| 10.º | Nélson Filippe Oliveira | Movistar Team     | + 2 min 54 s     |

### Clasificación de la montaña
| Clasificación de la montaña | Clasificación de la montaña | Clasificación de la montaña | Clasificación de la montaña | Clasificación de la montaña |
| Ciclista                    | Ciclista                    | Equipo                      | Puntos                      |                             |
| --------------------------- | --------------------------- | --------------------------- | --------------------------- | --------------------------- |
| 1.º                         | Benjamin King               | Dimension Data              | 21 pts                      |                             |
| 2.º                         | Michał Kwiatkowski          | Team Sky                    | 19 pts                      |                             |
| 3.º                         | Lukas Pöstlberger           | Bora-Hansgrohe              | 11 pts                      |                             |
| 4.º                         | João Rodrigues              | W52-FC Porto                | 11 pts                      |                             |
| 5.º                         | Serge Pauwels               | Dimension Data              | 11 pts                      |                             |
| 6.º                         | Ricardo Mestre              | W52-FC Porto                | 9 pts                       |                             |
| 7.º                         | Bauke Mollema               | Trek-Segafredo              | 8 pts                       |                             |
| 8.º                         | Yves Lampaert               | Quick-Step Floors           | 7 pts                       |                             |
| 9.º                         | Geraint Thomas              | Team Sky                    | 6 pts                       |                             |
| 10.º                        | Stefan Küng                 | BMC Racing Team             | 5 pts                       |                             |

### Clasificación de los puntos
| Clasificación por puntos | Clasificación por puntos | Clasificación por puntos | Clasificación por puntos | Clasificación por puntos |
| Ciclista                 | Ciclista                 | Equipo                   | Puntos                   |                          |
| ------------------------ | ------------------------ | ------------------------ | ------------------------ | ------------------------ |
| 1.º                      | Michał Kwiatkowski       | Team Sky                 | 51 pts                   |                          |
| 2.º                      | Dylan Groenewegen        | LottoNL-Jumbo            | 50 pts                   |                          |
| 3.º                      | John Degenkolb           | Trek-Segafredo           | 24 pts                   |                          |
| 4.º                      | Matteo Pelucchi          | Bora-Hansgrohe           | 24 pts                   |                          |
| 5.º                      | Timothy Dupont           | Wanty-Groupe Gobert      | 21 pts                   |                          |
| 6.º                      | Bauke Mollema            | Trek-Segafredo           | 20 pts                   |                          |
| 7.º                      | Ruben Guerreiro          | Trek-Segafredo           | 20 pts                   |                          |
| 8.º                      | Arnaud Démare            | FDJ                      | 20 pts                   |                          |
| 9.º                      | Jürgen Roelandts         | BMC Racing Team          | 20 pts                   |                          |
| 10.º                     | Geraint Thomas           | Team Sky                 | 16 pts                   |                          |

### Clasificación de los jóvenes
| Clasificación del mejor joven | Clasificación del mejor joven | Clasificación del mejor joven | Clasificación del mejor joven | Clasificación del mejor joven |
| Ciclista                      | Ciclista                      | Equipo                        | Tiempo                        |                               |
| ----------------------------- | ----------------------------- | ----------------------------- | ----------------------------- | ----------------------------- |
| 1.º                           | Sam Oomen                     | Team Sunweb                   | 18 h 57 min 35 s              |                               |
| 2.º                           | André Carvalho                | Liberty Seguros-Carglass      | + 5 min 39 s                  |                               |
| 3.º                           | Lennard Kämna                 | Team Sunweb                   | + 7 min 02 s                  |                               |
| 4.º                           | André Crispim                 | Liberty Seguros-Carglass      | + 8 min 57 s                  |                               |
| 5.º                           | Xuban Errazkin                | Vito-Feirense-BlackJack       | + 10 min 33 s                 |                               |
| 6.º                           | Hugo Nunes                    | Miranda-Mortágua              | + 10 min 40 s                 |                               |
| 7.º                           | Jai Hindley                   | Team Sunweb                   | + 10 min 41 s                 |                               |
| 8.º                           | Gonçalo Carvalho              | Miranda-Mortágua              | + 12 min 07 s                 |                               |
| 9.º                           | Jorge Magalhães               | Miranda-Mortágua              | + 15 min 26 s                 |                               |
| 10.º                          | Gaspar Gonçalves              | Liberty Seguros-Carglass      | + 16 min 01 s                 |                               |

## Evolución de las clasificaciones
| Etapa (Vencedor)               | Clasificación general | Clasificación de la montaña | Clasificación por puntos | Clasificación de los jóvenes | Clasificación por equipos |
| ------------------------------ | --------------------- | --------------------------- | ------------------------ | ---------------------------- | ------------------------- |
| 1.ª etapa (Dylan Groenewegen)  | Dylan Groenewegen     | João Rodrigues              | Dylan Groenewegen        | Sam Oomen                    | Quick-Step Floors         |
| 2.ª etapa (Michał Kwiatkowski) | Geraint Thomas        | Benjamin King               | Michał Kwiatkowski       | Sam Oomen                    | Quick-Step Floors         |
| 3.ª etapa (Geraint Thomas)     | Geraint Thomas        | Benjamin King               | Michał Kwiatkowski       | Sam Oomen                    | Sky                       |
| 4.ª etapa (Dylan Groenewegen)  | Geraint Thomas        | Benjamin King               | Dylan Groenewegen        | Sam Oomen                    | Sky                       |
| 5.ª etapa (Michał Kwiatkowski) | Michał Kwiatkowski    | Benjamin King               | Michał Kwiatkowski       | Sam Oomen                    | Sky                       |
| Final                          | Michał Kwiatkowski    | Benjamin King               | Michał Kwiatkowski       | Sam Oomen                    | Sky                       |

## UCI World Ranking
La Vuelta al Algarve otorgó puntos para el UCI Europe Tour 2018 y el UCI World Ranking, este último para corredores de los equipos en las categorías UCI WorldTeam, Profesional Continental y Continental. Las siguientes tablas muestran el baremo de puntuación y los 10 corredores que obtuvieron más puntos:
| Posición              | 1.ª | 2.ª | 3.ª | 4.ª | 5.ª | 6.ª | 7.ª | 8.ª | 9.ª | 10.ª | 11.ª | 12.ª | 13.ª | 14.ª | 15.ª | 16.ª-30.ª | 31.ª-40.ª |
| Clasificación general | 200 | 150 | 125 | 100 | 85  | 70  | 60  | 50  | 40  | 35   | 30   | 25   | 20   | 15   | 10   | 5         | 3         |
| Por etapa             | 20  | 10  | 5   |     |     |     |     |     |     |      |      |      |      |      |      |           |           |
| Líder                 | 5   |     |     |     |     |     |     |     |     |      |      |      |      |      |      |           |           |

| Clasificación | Clasificación         | Clasificación     | Clasificación | Clasificación | Clasificación | Clasificación |
| Posición      | Ciclista              | Equipo            | General       | Etapa         | Líder         | Total         |
| ------------- | --------------------- | ----------------- | ------------- | ------------- | ------------- | ------------- |
| 1.º           | Michał Kwiatkowski    | Sky               | 200           | 40            | -             | 240           |
| 2.º           | Geraint Thomas        | Sky               | 150           | 25            | 15            | 190           |
| 3.º           | Tejay van Garderen    | BMC Racing        | 125           | -             | -             | 125           |
| 4.º           | Bauke Mollema         | Trek-Segafredo    | 100           | 10            | -             | 110           |
| 5.º           | Bob Jungels           | Quick-Step Floors | 85            | -             | -             | 85            |
| 6.º           | Jaime Rosón           | Movistar          | 70            | -             | -             | 70            |
| 7.º           | Maximilian Schachmann | Quick-Step Floors | 60            | -             | -             | 60            |
| 8.º           | Serge Pauwels         | Dimension Data    | 50            | 5             | -             | 55            |
| 9.º           | Dylan Groenewegen     | LottoNL-Jumbo     | -             | 40            | 5             | 45            |
| 10.º          | Felix Großschartner   | Bora-Hansgrohe    | 40            | -             | -             | 40            |